# Bolo (jeu)
Pour les articles homonymes, voir Bolo (homonymie).

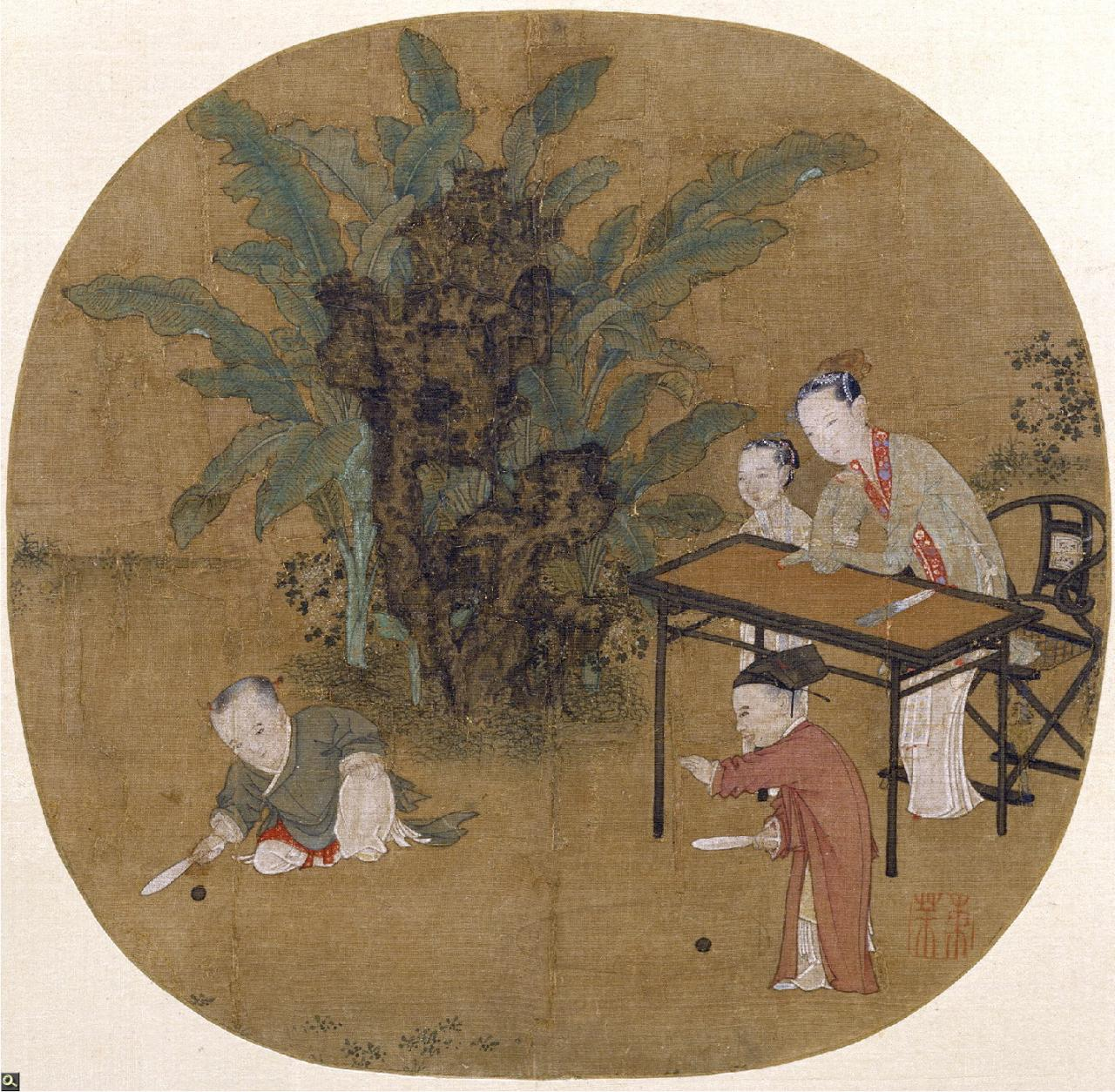
Une peinture de l'artiste chinois Su Hanchen (苏汉臣, actif 1130-1160 apr. J.-C.) de la période de la dynastie Song

Le Bolo est un jeu consistant en une palette de bois ou plastique sur laquelle est fixé un élastique et une balle, analogue au jokari.

## Informatique
Une implémentation logicielle est réalisée dans les années 1990, d’abord pour Atari, puis sous PC, elle-même suivie dans la décennie suivante par le projet GNU.